# Тачка (албум)
Тачка је дебитантски студијски албум српске поп певачице Емине Јаховић. Албум је објављен 2002. године за Сити рекордс у Србији, а такође је посредством издавачке куће Магаза објављен и у Босни и Херцеговини. Негде се погрешно наводи да је наслов албума Осми дан, али то је највећи хит са албума, а не насловна нумера. За ову песму је снимљен музички спот, као и за песму Тачка. Песма Соба 23 је обрада песме Марине Перазић. Велики број песама на албуму радио је Дино Мерлин. Продуцент је Драгослав Цане Пецикоза.

## Списак песама
| №   | Назив          | Текст            | Музика        | Трајање |  |
| 1.  | Осми дан       | И. Премужић      | Дино Мерлин   | 3:33    |  |
| 2.  | Мама           | Дино Мерлин      | Дино Мерлин   | 4:03    |  |
| 3.  | Кад си са њом  | Армин Шековић    | Дино Мерлин   | 4:16    |  |
| 4.  | Одбојка        | И. Премужић      | Денеб Пињо    | 3:14    |  |
| 5.  | У ла ла        | Дино Мерлин      | Дино Мерлин   | 3:10    |  |
| 6.  | Тачка          | Армин Шековић    | Емина Јаховић | 3:00    |  |
| 7.  | Соба 23        | Марина Туцаковић | Давор Тоља    | 3:40    |  |
| 8.  | Бришеш трагове | Махир Битхаус    | Махир Битхаус | 3:25    |  |
| 9.  | У ла ла ремикс | Дино Мерлин      | Дино Мерлин   | 3:25    |  |
| 10. | Сад настави    | Махир Битхаус    | Махир Битхаус | 4:58    |  |